# Al-Dżabir
Al-Dżabir – miejscowość w Syrii, w muhafazie Ar-Rakka, w dystrykcie Ar-Rakka. W 2004 roku liczyła 1962 mieszkańców.